# فيضان وانهيار أرضي في جايابورا 2019
في 16 مارس 2019، اجتاحت الفيضانات السريعة منطقة جايابورا ريجنسي في مقاطعة بابوا بإندونيسيا بسبب الأمطار الغزيرة، مع حدوث انهيار أرضي منفصل في مدينة جايابورا بعد عدة ساعات. قُتل 92 شخصًا على الأقل في الحادثين. 

## أحداث
وقد نجمت الفيضانات التي ضربت منطقة سينتاني في جايابورا ريجنسي عن هطول أمطار غزيرة أعقبها انهيار أرضي. وقع الحدث حوالي 21:30 بتوقيت إندونيسا (12:30 UTC) في 16 مارس، وكان من المتوقع أن تكون قد نشأت من التدفق المفاجئ للمياه من جبال العملاق، ووفقا للمتحدث فقد نجم على الأرجح بسبب انهيار أرضي منع منابع النهر، والتي انفجرت بعد ذلك مما أدى إلى تدفق السيول. جرفت مياه الفيضان بها كميات كبيرة من المواد، بما في ذلك الأشجار والصخور التي تم اقتلاعها. تم الإبلاغ عن زيادة في منسوب المياه لنهر كيميري المحلي بعد فترة وجيزة، مما أدى إلى غمر المباني القريبة من النهر. ورجح البعض أن الفيضان كان سببه أضرار بيئية في جبال Cyclops.
بشكل منفصل، حوالي الساعة 00:15 بتوقيت إندونيسيا في 17 مارس، وقع انهيار أرضي في مدينة جايابورا. ويعزى الحدث الثاني بالمثل إلى هطول الأمطار الغزيرة.

## اصابات
بحلول ظهر يوم 17 مارس، أكدت شرطة بابوا الإقليمية وفاة 70 شخصا، بينهم 63 في جايابورا ريجنسي بينما كانت 7 في مدينة جايابورا. تم التأكد من إصابة 105 شخصا بجروح، وتم تصنيف 75 منهم على أنهم «مصابون بجروح طفيفة» و 30 مصاب «بجروح بالغة». في وقت لاحق من ذلك اليوم، تم تحديث عدد القتلى إلى 73، 66 منهم في ريجنسي، مع 60 منهم في عداد المفقودين. وكانت المنطقة الأكثر تضرراً هي سنتاني، حيث قُتل 51 شخصًا على الأقل. تم نقل معظم جثث الضحايا إلى مستشفى بهايانجكارا في جايابورا للتعرف عليها وجمعها من قبل الأقارب.
في مساء اليوم التالي، تم تأكيد مقتل 89 شخصًا: 82 بسبب الفيضانات المفاجئة و 7 من الانهيار الأرضي. تم أيضًا تأكيد 159 إصابة (84 تم تصنيفها على أنها «ثقيلة» و 75 على أنها «خفيفة»)، وتم الإبلاغ عن 74 إصابة. بحلول 19 مارس، تم تحديث عدد القتلى إلى 92 قتيلاً.

## تأثير
تم تهجير أكثر من 9500 شخصا من جميع أنحاء المقاطعة بسبب الفيضانات، مع 11,725 أسرة متضررة في ثلاث مناطق. أثرت الفيضانات على تسع قرى وألحقت أضرارا بثلاثة جسور، وغمرت أكثر من 150 منزلا. وكانت أكثر القرى تضرراً هي قرى دوبونسولو ودويوبارو وهيني كومبي. سجلت شرطة بابوا أن 350 منزلاً قد تعرضت لأضرار جسيمة، مع أضرار إضافية لشبكات الصرف الصحي وغيرها من المرافق العامة. تم إغلاق طريق سنتاني - كيميري بسبب الفيضانات.
كما أصيبت مجموعة طائرات سينتاني التابعة لشركة أدفنتيس دويو أيضًا بالفيضانات، مما ألحق أضرارًا بطائرة هليكوبتر وطائرة توين أوتر كانت متوقفة هناك وقت وقوع الكارثة. ظلت عمليات مطار سينتاني القريبة طبيعية، على الرغم من أن المناطق المحيطة بها تتأثر بالفيضانات.

## استجابة
تم إنشاء مقر الاستجابة لحالات الطوارئ، والذي كان بمثابة ملجأ مؤقتا، في مجمع مكاتب جايابورا ريجنت. أعلنت حكومة بابوا الإقليمية فترة استجابة طارئة مدتها أسبوعان عقب الكارثة. تم نشر ما يعادل 2 فصيلة هندسية و 6 شركات مشاة للمساعدة في الإخلاء وإدارة الكوارث. في المجموع، تم نشر حوالي 1900 من عمال الطوارئ والمتطوعين في المنطقة.